# Colombier-le-Vieux
Colombier-le-Vieux település Franciaországban, Ardèche megyében. Lakosainak száma 677 fő (2022. január 1.). Colombier-le-Vieux Bozas, Boucieu-le-Roi, Étables, Saint-Barthélemy-le-Plain és Saint-Victor községekkel határos.

## Népesség
A település népességének változása:
| Lakosok száma | 659  | 471  | 518  | 620  | 667  | 661  | 661  | 657  | 652  | 677  |
|               | 1968 | 1982 | 1990 | 2006 | 2013 | 2015 | 2017 | 2019 | 2020 | 2022 |